# Los Pedroches
Los Pedroches är en platå i Spanien.   Den ligger i provinsen Córdoba och regionen Andalusien, i den centrala delen av landet, 240 km söder om huvudstaden Madrid. Arean är 3 612 kvadratkilometer.